# EncroChat
EncroChat（エンクロチャット）とは、犯罪者集団が犯罪計画を行うために使用していた暗号化チャットアプリであり、サービスプロバイダである。
2020年6月から同年7月にかけ、欧州刑事警察機構によるヨーロッパ全体での調査、侵入、逮捕が行われた。英国家犯罪対策庁の報告では、この大捕り物によりヨーロッパ全体で1,000人以上を逮捕し、多数の薬物、現金、火器を押収したと報告している。その後、ネットワークは停止している。

## 概要
運営会社は「140カ国に顧客を抱える合法企業」、「通常の会社では提供できない高い機密性を提供している」とコメントしている。EncroChatサービスは、GPS、カメラ、マイク機能が物理的に無効になっているAndroid携帯電話にインストールされていた。イギリスだけで約1万人、ヨーロッパ全体で推定6万人規模の利用者がいたとされる。フランスとイギリスの警察は、利用してるほとんどが犯罪者であることを伝えている。
欧州刑事警察機構の副エグゼクティブ・ディレクターである Wil van Gemertによると、「暴力的な攻撃、汚職、殺害の試み、大規模な薬物輸送などの犯罪行為を防ぐことができた」とコメントした。

## 機能と仕組み
追跡させないため、GPSやカメラ、マイク機能が物理的に利用不可能な状態になっている。
デュアルオペレーティングシステム（標準のAndroidとEncrochatシステム）がインストールされており、通常のデバイスになりすますことができるようになっていた。
パニックボタンという非常時にアプリを非表示にする機能が備わっており、特定の暗証番号を打ち込むと電話内の内容を消去する仕組みになっている。
- EncroChat Over-the-Air (OTA) - Over The Airという無線ネットワークを経由した即座に自動更新できる機能
- EncroChat - 暗号化されたメッセージを送りあうアプリ
- EncroTalk - 暗号化されたVoIP（音声通話機能）
- EncroNote - 暗号化されたメモ機能

値段は、端末が1,000ユーロで、さらに利用料としてサブスクリプション方式で年間3,000ユーロを支払う必要がある。

## 歴史
2015年12月31日、オペレーティングシステムのバージョン115をリリース。新機能としてデュアルオペレーティングシステム、自動更新、7言語でのサポートを告知。
2016年から2018年の間に、おそらく競合他社から不具合の動画がネット動画として投稿された。
2020年6月12〜13日の夜に、司法機関にハッキングされている事実を告げ、端末を破壊することを勧めた。
2020年6月19日、「EncroChatの終了」を発表した。

## 捜査機関の対応
2016年、イギリス単独でネットワークへ侵入する計画であった。
2017年、フランス国家憲兵隊が行っていた犯罪組織調査で見つかった携帯電話と共にEncroChatが発見された。同年、調査チームにフランスが参加した。
2019年初期にEUが対策組織へ資金援助を行った。
2020年4月、フランスとオランダの警察の間で合同調査チームが結成された。フランスにあるサーバーに「技術的なデバイス」を設置し、全ての情報を参加した捜査機関が確認できる状態となった。さらに携帯にもマルウェアが設置され、送信前の暗号化される前のメッセージを読み取り、ロック画面のパスワードを記録することが可能となった。
2020年5月、一部のユニットは法執行機関により遠隔でワイプ機能が無効にされた。運営会社は、バグと考えてアップデートで対処したが、再び削除する暗証番号を変更するマルウェアによって対処された。
2020年6月、動作が遅い事から司法機関がハッキングしているという噂が立ち始めていた。13日深夜、運営会社が「司法機関にハッキングされている」こと、「ユーザーに電話を捨てるよう」呼び掛けた。しかし、すでに情報は全て傍受しており、その情報をもとに逮捕された。
その後、運営会社はニュースサイトにネットワークを停止したことを伝えた。

## 影響
イギリス
逮捕劇は、Operation Venetic と呼称された。その結果、主要な犯罪の首謀者を含む746人を逮捕した。さらに、短機関銃、拳銃、手榴弾、アサルトライフル等を77丁、および1,800発以上の弾薬、5400万ポンドの現金、2700万錠以上の向精神薬が押収された。汚職していた司法関係者も同時に逮捕された。
オランダ
オランダの警察は100人以上の容疑者を逮捕し、8トン以上のコカイン、約8トンの覚せい剤、数十丁の銃と高級車、および約2,000万ユーロの現金を押収した。
フランス
情報非公開。
その他の捜査機関
合同調査チームに参加していないスウェーデンとノルウェーなどの法執行機関にも情報が共有された。

## 類似の事例
secure mobile phone、encrypted phone と呼ばれる携帯電話は、犯罪組織や犯罪者によって運営されていることが多い。例として、暗号化携帯電話を販売していた MPC は犯罪者たちが運営していた。
- Phantom Secure - カナダが本拠地の市販品を改造した暗号化携帯を販売する会社。麻薬や犯罪を助長したとして2019年に実刑となった。FBIが刑を減刑するかわりに法取引でバックドアを付けるよう要求していたとされる[18]。

EncroChatやPhantom Secureが利用できなくなった犯罪者は変わる安全な通信手段を探し求め、ANOMに移行した。しかしこれは連邦捜査局と欧州刑事警察機構がEncroChatの閉鎖を機に犯罪者に移行させることで通信を傍受する「トロイの盾作戦」のために用意されたおとり捜査用のアプリであり、データを解析し2021年6月に全世界で一斉に摘発が行われた。